# Teak Holz International
Die Teak Holz International AG (THI) war ein österreichisches Unternehmen, das Teak-Holz-Plantagen in Costa Rica besaß. Das Unternehmen war von 2007 bis 2016 an der Wiener Börse notiert.
Im Jahr 2006 hatten Klaus Hennerbichler und Erwin Hörmann ihre Teakholzplantagen in das Unternehmen eingebracht. Laut Gutachten sollten diese 89 Millionen Euro wert sein; die Bäume sollen jedoch nie wirklich gezählt worden sein.
Im Jahr 2014 wurde bekannt, dass THI statt 1,6 Millionen Bäume nur rund 700.000 Bäume besaß.
Das Unternehmen wies in seiner Bilanz einen Verlust von 64 Millionen Euro aus; die Bäume wurden – da von der Annahme der Unternehmensfortführung abgegangen wurde – um 58 Millionen Euro abgeschrieben.
Unternehmensintern war diese Tatsache angeblich schon seit 2008 bekannt. Es gab auch Meldungen an die Wirtschafts- und Korruptionsstaatsanwaltschaft. Im September 2015 musste THI Insolvenz anmelden, da eine Wandelanleihe nicht bedient werden konnte.
Im Rahmen des Insolvenzverfahrens sollten nun  die Beteiligungen an der Betriebsgesellschaft und den Besitzgesellschaften in Costa Rica verwertet werden. Der Wert soll 3,5 Millionen Euro betragen. Die Versteigerung fand am 14. Dezember 2015 statt, scheiterte jedoch. Am 15. Jänner 2015 sollte über einen Sanierungsplan mit 20 % Quote abgestimmt werden, dieser wurde jedoch zurückgezogen.
Der Insolvenzverwalter soll als Treuhänder Ansprüche gegen Wirtschaftsprüfer, Vorstände und ehemalige Gesellschafter einklagen.
Auch ermittelt die Wirtschafts- und Korruptionsstaatsanwaltschaft nunmehr (nach Einstellung eines früheren Verfahrens im Jahr 2014) gegen THI sowie mehrere Personen wegen Bilanzfälschung, Untreue und schwerem Betrug. Es liegen nämlich neue Beweismittel vor.
Im März 2016 fand eine Versteigerung der wichtigsten Beteiligungen statt, bei der ein Erlös von 2,2 Millionen Euro erzielt wurde. Der Zuschlag war dem chinesischen Investor C-East Holding erteilt worden, jedoch wurde der Kauf durch den deutschen Ex-Minister Rudolf Scharping und den deutschen Unternehmer Ralph Piller zwischenfinanziert. Da die Chinesen nicht rechtzeitig zahlten, ging das Eigentum an Scharping und Piller über.
Im Juli 2016 wurde ein Delisting der Aktie an der Wiener Börse durchgeführt.

## Belege
1. ↑  Teak Holz International AG. Wiener Börse, archiviert vom Original (nicht mehr online verfügbar) am 26. September 2015; abgerufen am 20. September 2015.  Info: Der Archivlink wurde automatisch eingesetzt und noch nicht geprüft. Bitte prüfe Original- und Archivlink gemäß Anleitung und entferne dann diesen Hinweis.
2. ↑  Teak Holz International AG Jahresfinanzbericht 2012/2013. Teak Holz International AG, 28. März 2014, S. 17, abgerufen am 20. September 2015.
3. ↑  Teak Holz International AG Jahresfinanzbericht 2012/2013. Teak Holz International AG, 28. März 2014, S. 22, abgerufen am 20. September 2015.
4. ↑  Wirtschaftsblatt.at: Pleite einer Börse-Firma: Teak Holz meldet Insolvenz an. Archiviert vom Original am 11. September 2015; abgerufen am 12. September 2015.
5. ↑  Teak Holz International AG. Wiener Börse, archiviert vom Original (nicht mehr online verfügbar) am 26. September 2015; abgerufen am 12. September 2015.  Info: Der Archivlink wurde automatisch eingesetzt und noch nicht geprüft. Bitte prüfe Original- und Archivlink gemäß Anleitung und entferne dann diesen Hinweis.
6. 1 2  Teak Holz fliegt von der Wiener Börse. 15. Juni 2016, archiviert vom Original am 16. Juni 2016; abgerufen am 10. September 2016.
7. ↑  Fehlende Teak-Holz-Bäume werden zu einem Fall für den Staatsanwalt. Oberösterreichische Nachrichten, 29. Mai 2015, abgerufen am 13. September 2015.
8. ↑  Teak Holz hat zu wenige Bäume. Der Standard, 8. September 2015, abgerufen am 12. September 2015.
9. ↑  Teak Holz bringt Insolvenzantrag ein. Der Standard, 9. September 2015, abgerufen am 12. September 2015.
10. ↑  Insolvente Teak Holz beginnt sich abzuverkaufen. In: derStandard.at. 4. November 2015, abgerufen am 8. November 2015.
11. ↑  Teak-Holz-Entschuldung gescheitert – Plan B. In: Wirtschaftsblatt.at. Wirtschaftsblatt, 15. Dezember 2015, archiviert vom Original am 9. Januar 2016; abgerufen am 9. Januar 2016.
12. ↑  Abstimmung über Teak-Holz verschoben. In: www.nachrichten.at. 18. Dezember 2015, abgerufen am 9. Januar 2016.
13. ↑  Pleite: Bei Teak Holz fliegen nun die Späne. In: kurier.at. 15. Januar 2016, abgerufen am 17. Januar 2016.
14. 1 2  Teak-Holz-Krimi: Nun gehts um hohen Schadenersatz. In: kurier.at. 18. Dezember 2015, abgerufen am 9. Januar 2016.
15. ↑  Teak Holz: Versteigerung brachte 2,2 Mio. Euro. In: kurier.at. 8. März 2016, abgerufen am 12. März 2016.
16. ↑  Oberösterreichische Nachrichten: Ex-Minister Scharping kaufte Konkursmasse der Linzer Teak Holz. 30. Oktober 2016 (nachrichten.at [abgerufen am 12. März 2017]).